# (11436) 1969 QR
(11436) 1969 QR (1969 QR, 1988 DP) — астероїд головного поясу, відкритий 22 серпня 1969 року чехословацьким астрономом Любошем Когоутеком.
Тіссеранів параметр щодо Юпітера — 3,622.